# Сулия
Сулия (исп. Zulia, гуах. Suuria) — один из 23 штатов Венесуэлы.
Административный центр штата — город Маракайбо.
Площадь штата 63 100 км², население — 3 704 404 человек (2011). Индейцы составляют 12,72 % населения штата. Коренные народы составляют большинство населения в муниципалитетах Мара (98,31 %) и Гуахира (90,16 %). В муниципалитете Мара 45,50 % населения относится к этносу вайю (гуахиро), 4,55 % — ану (параухано). В муниципалитете Гуахира 80,79 % населения относится к этносу вайю (гуахиро).

## Муниципалитеты штата
- Альмиранте-Падилья
- Баральт
- Валмор-Родригеc
- Кабимас
- Кататумбо
- Колон
- Ла-Каньяда-де-Урданета
- Лагуниллас
- Мачикус-де-Периха
- Мара
- Маракайбо (Маракайбо)
- Миранда
- Гуахира
- Росарио-де-Периха
- Сан-Франсиско
- Санта-Рита
- Симон-Боливар
- Сукре
- Франсиско-Хавьер-Пульгар
- Хесус-Энрике-Лоссада
- Хесус-Мария-Семпрун